# Troupe de La Monnaie en 1705

## Composition de la troupe duThéâtre de la Monnaieen1705
| Acteurs et chanteurs         | Actrices et chanteuses |
| ---------------------------- | ---------------------- |
| Arnaut                       | Barbier                |
| Bonnel                       | Cazal                  |
| Choiseau                     | Châteaulion            |
| Drot                         | Choiseau               |
| d'Huqueville                 | Clément                |
| Honoré                       | Cocheval               |
| Laplante                     | Guillet                |
| Roussel                      | Guyart                 |
|                              | Honoré                 |
|                              | Montfort               |
|                              | Poirier                |
|                              | Renaud                 |
|                              | Voilier                |
| Danseurs                     | Danseuses              |
| Deschars, maître des ballets | Boulogne               |
| Baouino                      | Choisy                 |
| Carion                       | Clément                |
| Dumay                        | Deschars               |
| Mercier                      | Duplessis              |
|                              | Le Fèvre               |
|                              | Minette                |
|                              | Paillard               |
|                              | Quincy                 |
| Musiciens                    | Autre personnel        |
| Fiocco, maître de musique    | Valentin, inspecteur   |
| Brochet                      |                        |

### Source
- Quesnot de La Chênée, Parnasse Belgique ; ou Portraits caractérisez des principaux sujets, qui l'ont composé depuis le premier de Janvier 1705 jusqu'au seize May 1706. Cologne [Gand], Héritiers de Pierre Le Sincère [Meyer], 1706.